# Hisminas
En la mitología griega, las Hisminas (Ὑσμίνας, Ὑσμῖναι; Hysmínas, Hysmínai ) eran las personificaciones de los «combates» o las «disputas», dependiento de la traducción y el contexto. En griego «ὑσμῖναι» es un sustantivo femenino pero puede traducirse como un sustantivo masculino en español si así es preciso. Estos seres apenas aparecen mencionados en la mitología y cuando lo hacen siempre son mencionados en textos relacionados con la épica.
Según Hesíodo eran hijas de Eris (la discordia) por sí misma, siendo hermana por tanto de multitud de espíritus malignos. Por otro lado, según Higino , que lo menciona en singular, dice que el Combate (Pugna) era hijo de Éter y la Tierra.
Mientras que sus hermanas las Macas representaban los combates armados en un campo de batalla, las hisminas parecen personificar otro tipo de disputas no marciales: las peleas callejeras o sin armas. No obstante lo anterior, Quinto de Esmirna las describe, dando alaridos y emanando sudor y sangre, en el fragor de la guerra de Troya.